# Ludwig B
Ludwig B (ルードヴィヒ・B, Rūdowihi. B) est une série seinen manga écrite et dessinée par Osamu Tezuka. Prépublié dans le magazine Comic Tom de l'éditeur japonais Kōdansha de juin 1987 à février 1989, il est ensuite relié en deux tomes.
En France, il est édité chez Asuka.

## Synopsis
L'histoire se déroule au XVIIIe siècle quelque part entre Autriche et Allemagne. Il narre de façon très romancée l'enfance de Ludwig van Beethoven.

## Liste des volumes
- Ludwig B, Asuka, coll. « Le meilleur d'Osamu tezuka » :

1. Volume 1, 2006  (ISBN 2-84965-211-3)
2. Volume 2, 2007  (ISBN 2-84965-212-1)